# Editora Universidade de Brasília
Editora Universidade de Brasília, por vezes creditada Editora da UnB, é uma editora brasileira criada no ano de 1961, parte de um projeto concebido pelo educador Anísio Teixeira e pelo antropólogo Darcy Ribeiro, que seria seu primeiro reitor.

## Histórico
A EDU tem como missão “traduzir para o português as principais obras do patrimônio cultural, científico e técnico da humanidade, que ainda não são acessíveis em nossa língua e, sobretudo, editar textos básicos para o ensino em nível superior, além de editar a produção científica e literária da própria universidade”.
A EDU tem um acervo de mais de 2000 livros, constando de seu catálogo, atualmente, mais de 700 títulos. Nas vitrines e estantes das livrarias são encontradas obras da EDU e de outras editoras universitárias.